# 9 Kołobrzeski Batalion Saperów
9 Kołobrzeski batalion saperów (9 bsap) – samodzielny pododdział wojsk inżynieryjnych ludowego Wojska Polskiego.

## Historia
Sformowany w miejscowości Lebiedin (okolice Sum) na podstawie rozkazu dowódcy 1 Armii Polskiej w ZSRR nr 1 z 1 kwietnia 1944, jako jednostka 1 Warszawskiej Brygady Saperów. Wyróżniony mianem „Kołobrzeski” nadanym rozkazem Naczelnego Dowódcy Armii czerwonej z 18 marca 1945, odznaczony krzyżem Virtuti Militari V klasy nadanym rozkazem Naczelnego Dowódcy Wojska Polskiego z 21 czerwca 1945 i orderem Czerwonej Gwiazdy nadanym uchwałą Rady Najwyższej ZSRR nr 253/132 z 9 lipca 1945
Przysięgę żołnierze batalionu złożyli 9 lipca 1944 we wsi Ostrów na Wołyniu.
30 września 1967 dziedzictwo tradycji, numer i nazwę wyróżniającą przyjął 51 batalion saperów w Ełku.
27 marca 1970 9 Kołobrzeski batalion saperów został rozformowany.

## Obsada personalna
Dowódcy batalionu
- kpt. Taras Czyżenek
- kpt. Jan Żytło

## Struktura organizacyjna
Etat 012/109

- Dowództwo i sztab
- pluton dowodzenia
- 3 x kompania saperów
  - 3 x pluton saperów
  - drużyna zaopatrzenia
- kwatermistrzostwo
  - punkt pomocy medycznej
  - lazaret weterynaryjny
  - warsztaty i magazyn techniczny
- drużyna gospodarcza

Stan etatowy liczył 321 żołnierzy, w tym: 31 oficerów, 62 podoficerów i 228 szeregowych.
Na wyposażeniu znajdowały się między innymi 483 miny.